# Miżyniec
Miżyniec (ukr. Міженець) – wieś na Ukrainie, w rejonie samborskim (wcześniej w rejonie starosamborskim), w pobliżu granicy polsko-ukraińskiej. Wieś leży nad rzeką Wyrwą, liczy 898 mieszkańców. Miżyniecka silrada (rada wiejska) obejmuje miejscowości Miżyniec, Zrotowice i Stroniowice.

## Historia
Pierwsza wzmianka o wsi pochodzi z 1436. Tu żył ród Herburtów, m.in. Anna Herburtówna. Wieś szlachecka Mieziniecz, własność Herburtów, położona była w 1589 roku w ziemi przemyskiej województwa ruskiego. 
Do dziś zachował się park, pozostały po siedzibie zarządu dóbr Adama Lubomirskiego.
W 1921 Miżyniec liczył około 1197 mieszkańców. Do 1939 istniała polska gmina Miżyniec. 
We wsi urodzili się Hipolit Podhorodecki, Józef Kojder,

## Ważniejsze obiekty
- Cerkiew św. Bazylego - cerkiew greckokatolicka
- Kościół Wszystkich Świętych - kościół rzymskokatolicki, należący do parafii Wszystkich Świętych